# Iwan Bezpały
Iwan Bezpały herbu Zagłoba  (ukr.: Іва́н Безпа́лий; zm. 1718) — hetman nakaźny  1658 roku. W latach 1658—1659 kierował partią promoskiewską, występując przeciwko hetmanowi Iwanowi Wyhowskiemu. Został sędzią generalnym, gdy hetmanem obrano Jerzego Chmielnickiego. Należał do starszyzny kozackiej pułku humańskiego.

## Życiorys
Został wybrany na hetmana nakaźnego w listopadzie 1658 roku pod Warwą, w trakcie oblężenia Warwy (осада Варвы). Wyboru dokonali wojewoda Grigorij Romodanowski, kniaź Semen Pożarski (ros. Семён Рома́нович Пожа́рский) i bojar Aleksy Trubecki, przysłani przez cara Aleksego, by wzmocnić opozycję przeciwko Wyhowskiemu.
W bitwach pod Romnami oraz Łochwicą połączone siły moskiewskich wojewodów oraz dowodzone przez Bezpałego resztki rozbitych pod Połtawą wojsk  kozackich zadały klęskę stronnikom Wyhowskiego. Następnie rozpoczęły oblężenie Konotopu, w którym bronił się 5-tysięczny garnizon pod dowództwem pułkownika nieżnińskiego Hrehorego Hulanickiego (ukr.: Григорій Гуляницький, Hryhorij Hulianickij). 
Kiedy wkrótce pod miasto podeszła odsiecz, Rosjanie zwinęli obóz i wydali bitwę, która przeszła do historii pod nazwą bitwy pod Konotopem, gdzie zostali pobici (mogło zginąć nawet 7 tysięcy Rosjan i Kozaków). Starcie uważane jest za największą wiktorię wojsk kozackich w historii. Być może po bitwie Bezpały uciekł na ziemie moskiewskie, bowiem nie znaleziono jego nazwiska w spisie jeńców wziętych wówczas do niewoli. 
Po złożeniu buławy hetmańskiej przez Wyhowskiego na radzie perejasławskiej w 1659 roku wybrano na nowego hetmana - Jerzego Chmielnickiego. Bezpały objął wówczas urząd sędziego generalnego. Więcej informacji na jego temat nie zachowało się. Na początku XVIII wieku wstąpił do klasztoru.
Zmarł bezpotomnie w 1718 roku.